# Aedeomyia
Aedeomyia (лат.) — род кровососущих комаров из подсемейства Anophelinae (Culicidae). 7 видов.

## Распространение
Афротропика, Мадагаскар, Неотропика, Ориентальная область, Австралийская область.

## Описание
Кровососущие комары с тонким телом, длинными ногами и узкими прозрачными крыльями. Самки: широкие чешуйки на педицеле, членике Flm1, и клипеусе. Самцы: вытянутые членики Flm12,13. Грудь (сбоку): имеются нижние мезэпимерные щетинки (MeSL); преспиракулярные (PsS) и постспиракулярные (PS) щетинки отсутствуют. Нога (III): Fe-II, III с крупным пучком апикальных чешуек; членик лапки Ta-III1 длиннее, чем Ta-III2-5 вместе взятые. Крыло: густое покрытие из широких белых, жёлтых и коричневых чешуек. Личинки развиваются в водоёмах (болота, пруды, рисовые поля). Взрослые комары наиболее активны в течение нескольких часов после захода солнца. В Таиланде A. catasticta часто кусает людей. Несколько арбовирусов были выделены из выловленных в дикой природе A. catastictaand и A. squamipennis.

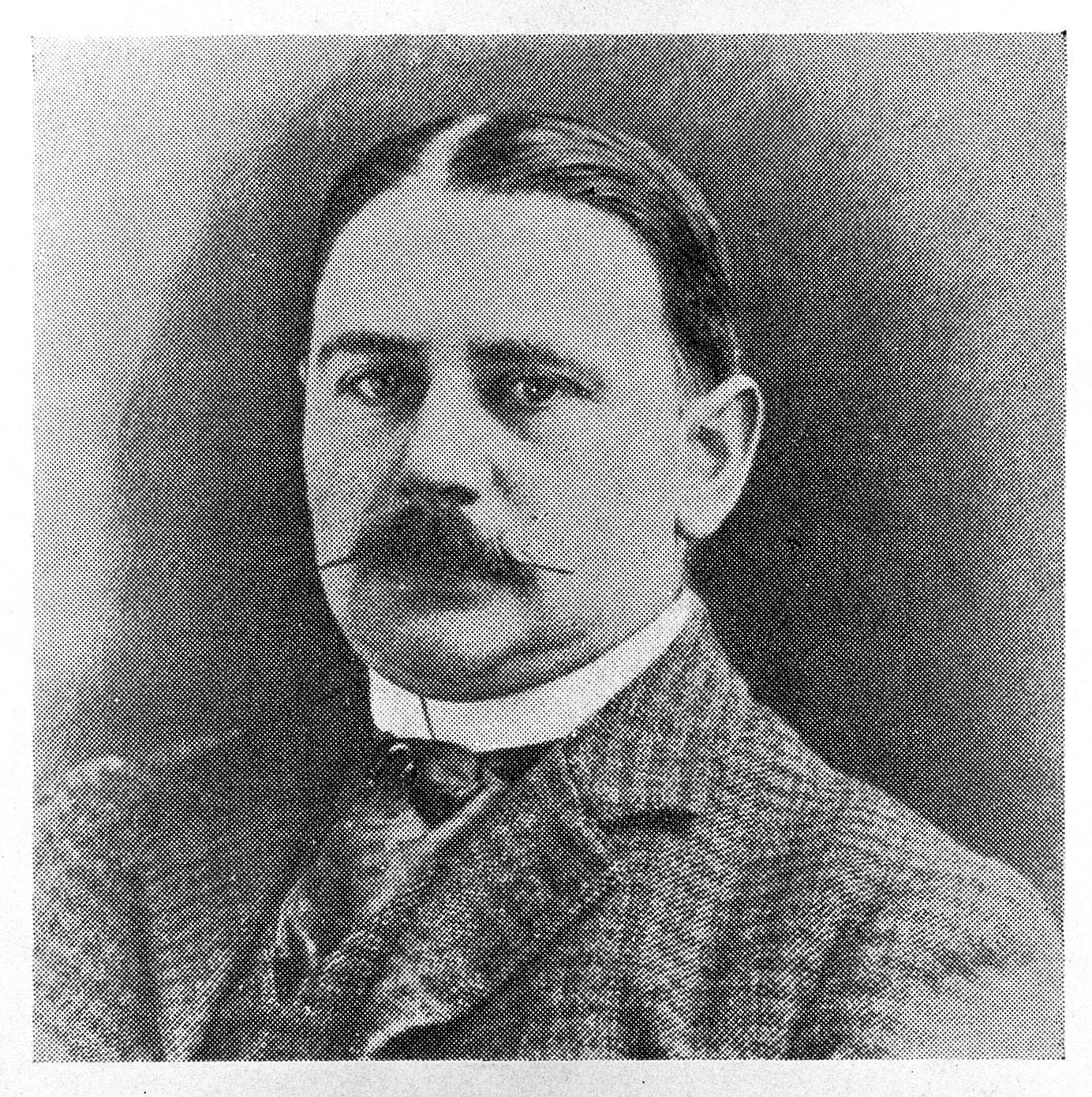
Фредерик Теобальд впервые выделил род Aedeomyia в 1901 году

## Классификация и этимология
7 видов. Род был выделен в 1901 году английским энтомологом Фредериком Винсентом Теобальдом (англ. Frederick Vincent Theobald;1868—1930). Родовое название Aedeomyia происходит от сочетания двух слов aedeo (застенчивый, робкий) + myia (крыло, муха).
- Aedeomyia africana Neveu-Lemaire, 1906
- Aedeomyia catasticta Knab, 1909
- Aedeomyia furfurea (Enderlein, 1923)
- Aedeomyia madagascarica Brunhes, Boussès & Ramos 2011
- Aedeomyia pauliani Grjebine, 1953[8]
- Aedeomyia squamipennis (Lynch Arribalzaga, 1878)
- Aedeomyia venustipes (Skuse, 1889)